# Estádio Victoria
O Estádio Victoria é um estádio esportivo localizado na cidade de Aguascalientes, no México, com capacidade para 25.000 espectadores.
Inaugurado em 2003, é um dos estádios mais modernos do México servindo como casa do clube de futebol Necaxa, quando este transferiu-se da Cidade do México para Aguascalientes.